# Unipol Domus
L'Unipol Domus, noto in passato come Sardegna Arena, è uno stadio di calcio italiano sito a Cagliari, in Sardegna. Situato nel quartiere di Sant'Elia, è sede degli incontri interni del Cagliari Calcio dalla stagione 2017-2018.

## Storia

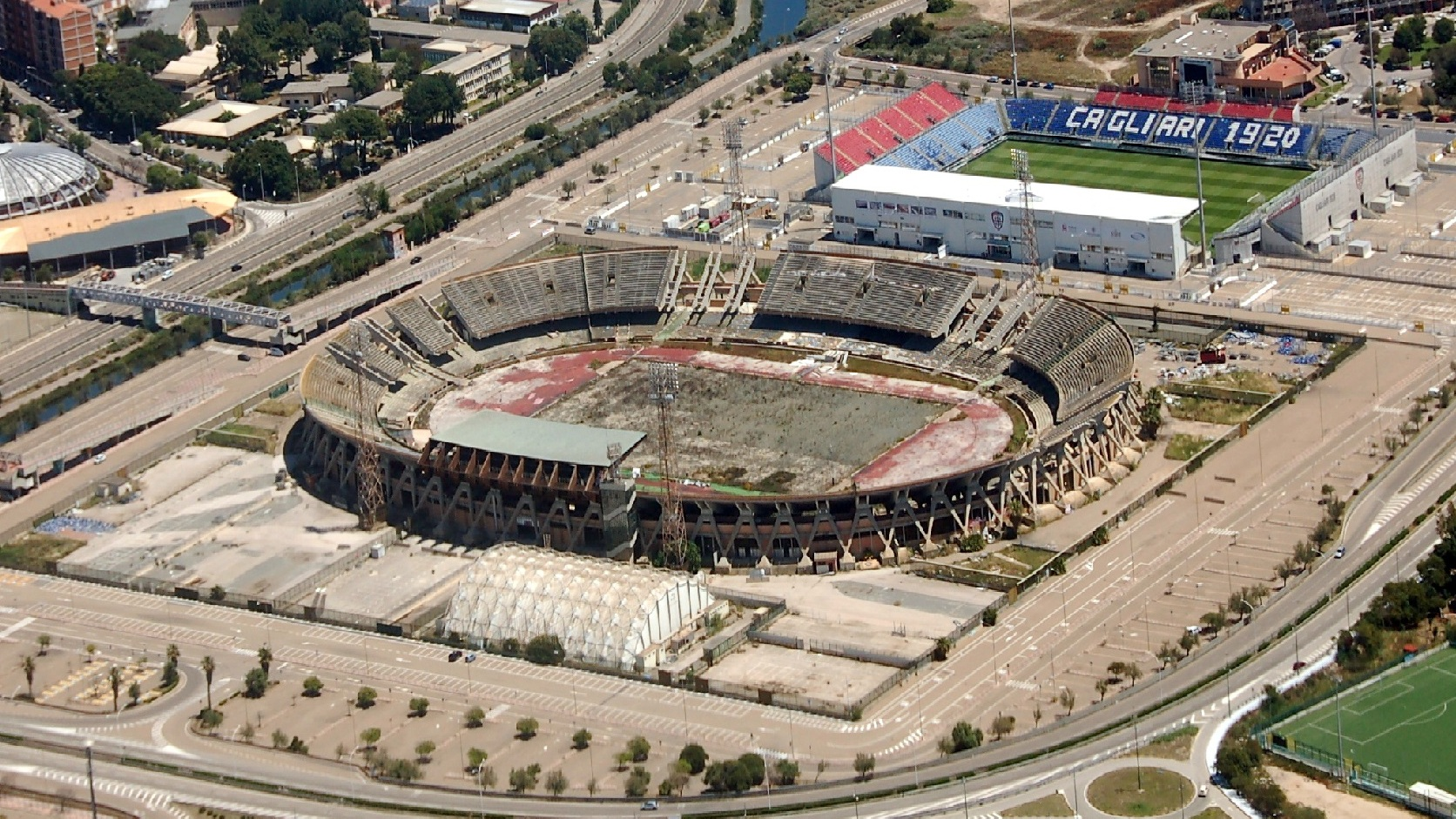
Vista aerea dell'impianto: si nota lo Stadio Sant'Elia in stato di abbandono al suo fianco.

Verso gli anni 2010 la sempre più crescente obsolescenza dello Stadio Sant'Elia, la maggiore arena scoperta della Sardegna, da oltre 40 anni "casa" del Cagliari Calcio, iniziò a causare crescenti problemi; nel 2012 l'impianto venne dichiarato inagibile, obbligando i rossoblù a trasferirsi dapprima allo Stadio Nereo Rocco di Trieste, poi allo Stadio Is Arenas di Quartu Sant'Elena (ampliato per l'occasione con delle tribune provvisorie in tubolari d'acciaio).
Sebbene la società rossoblù avesse anche prefigurato la possibilità di stabilirsi permanentemente nell'impianto quartese, l'esperienza si rivelò breve e travagliata: l'Is Arenas venne infatti a più riprese dichiarato parzialmente o totalmente inagibile, sicché la squadra vi poté disputare un numero limitato di partite. I lavori di ampliamento ebbero inoltre profili d'irregolarità e comportarono strascichi di natura giudiziaria a carico dell'allora dirigenza del Cagliari e di taluni politici locali.
Già nel 2013 vennero quindi condotti lavori urgenti d'adeguamento e messa in sicurezza presso il Sant'Elia, che venne quindi temporaneamente riaperto, consentendo alla squadra di farvi temporaneamente ritorno in attesa di trovare una migliore sistemazione. Due anni dopo il club decise ufficialmente di avviare il progetto di abbattimento e ricostruzione del Sant'Elia; nacque quindi la necessità di un nuovo campo ove il Cagliari potesse temporaneamente disputare i propri match casalinghi. Scartata l'ipotesi di uscire dai confini comunali del capoluogo sardo (tenendo conto della fallimentare esperienza dell'Is Arenas e al fine di non complicare l'accessibilità ai tifosi), tra il 2016 e il 2017 si optò per edificare uno stadio provvisorio all'interno del parcheggio orientale del Sant'Elia, ponendo così le basi per il progetto che venne chiamato Sardegna Arena.
Dopo che il comune di Cagliari ebbe concesso il diritto di superficie al club sul terreno interessato, i lavori di edificazione partirono nella primavera del 2017: si provvide a rimuovere i manufatti dei parcheggi quali spartitraffico e lampioni, nonché l'asfalto e parte dei sottoservizi (non interamente, in modo da ripristinarli potenzialmente in futuro una volta ridismesso l'impianto temporaneo) e infine a dissodare il terreno per posarvi le zolle d'erba e contemporaneamente erigere le gradinate. Per le gradinate si scelse di montare per le due curve e i Distinti le tribune Dalmine che erano già state usate al Sant'Elia ed all'Is Arenas, mentre per la tribuna principale si montò la Main Stand che era stata creata per lo stadio quartese.

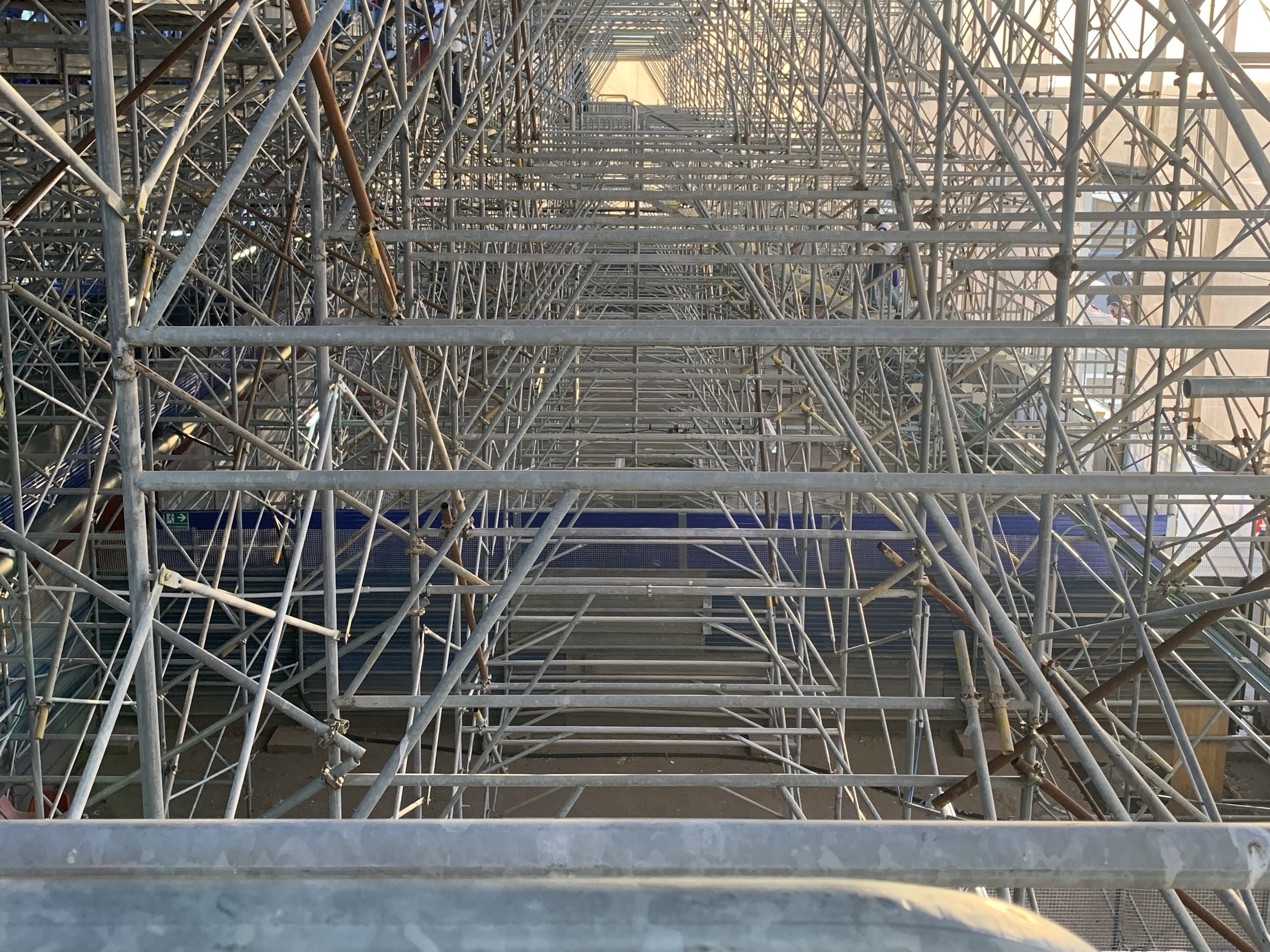
Interno della curva nord

I lavori procedettero speditamente e vennero conclusi entro l'estate. Ottenute le necessarie autorizzazioni e omologazioni, l'impianto venne aperto il 10 settembre 2017, in occasione della partita Cagliari-Crotone, valida per la terza giornata del campionato di Serie A.
Seppur negli anni non abbia ancora ricevuto l'omologazione per la disputa di partite del Cagliari nelle competizioni UEFA, l'impianto ha ospitato l'11 settembre 2018 un'amichevole tra le selezioni Under-21 di Italia e Albania e il 28 maggio 2021 una partita amichevole disputata tra le nazionali maggiori di Italia e San Marino, incontro di preparazione degli Azzurri ai vittoriosi Euro 2020.

Logo dell'Unipol Domus

Il 24 luglio 2021 il Cagliari Calcio ha annunciato la partnership decennale con il gruppo assicurativo Unipol e la conseguente cessione dei diritti di denominazione sponsorizzata sia per l'impianto temporaneo sia per il futuro stadio definitivo. Con tale accordo la Sardegna Arena ha assunto il nome di Unipol Domus. Il nome Domus, in latino, richiama il concetto di casa che la società più volte ha evocato parlando del luogo in cui vengono disputate le partite. In sardo “domus” però è il plurale "case", ma è stato avallato in quanto i diritti di denominazione sono stati concessi sia per l'impianto attuale sia per quello futuro, seppur il nome di quest'ultimo dovrà essere scelto dallo sponsor più avanti.
Lo stadio sarà il campo interno del Cagliari fino all'ultimazione del nuovo impianto permanente del club rossoblù, destinato a sorgere sull'area del vecchio Sant'Elia. Una volta omologato, l'impianto verrà smontato e il terreno che occupa sarà riadibito ad area servizi per il nuovo stadio. Considerando la preventivata data di inizio di demolizione dello stadio Sant'Elia fissata a fine 2022, ma a tutt'oggi non ancora avviata, la società si aspetta di giocare all'Unipol Domus fino al 2025.

## Dati strutturali

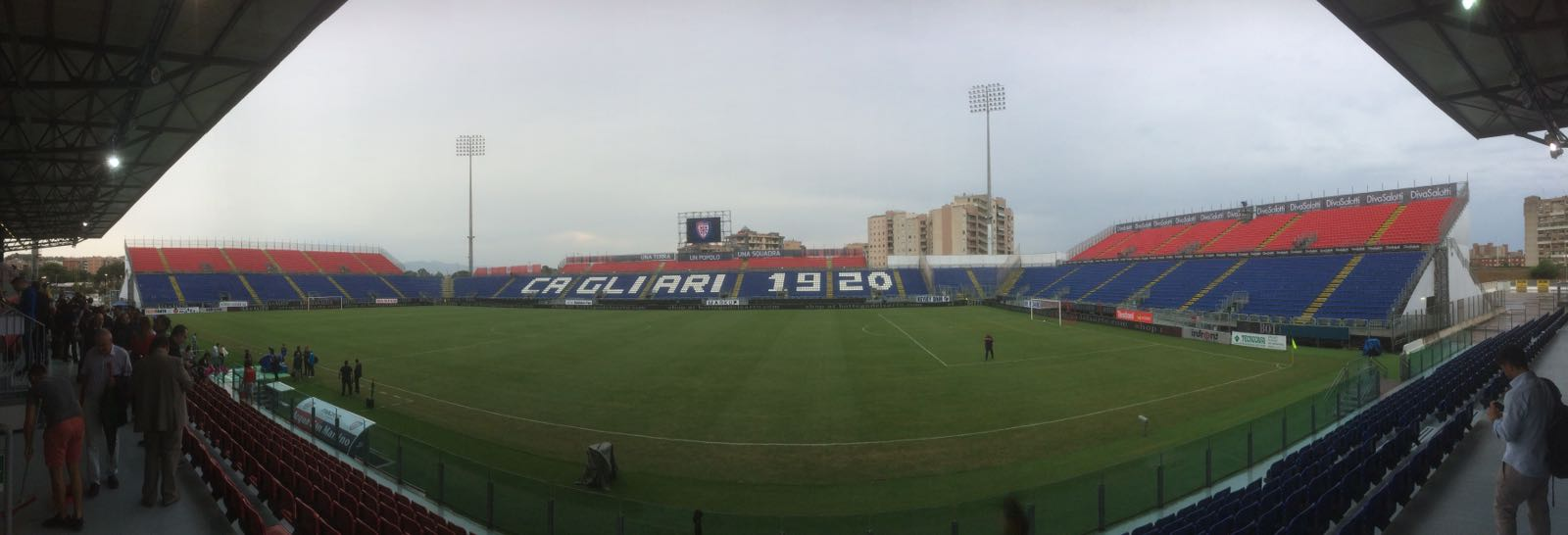
Panoramica dell'impianto dalla Main Stand

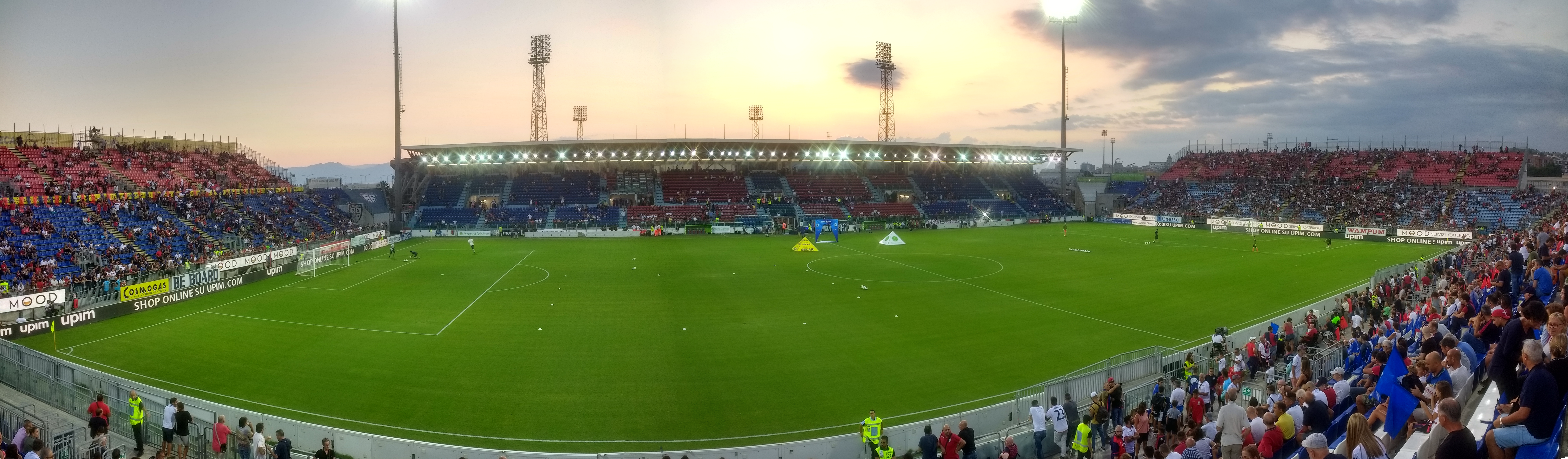
Panoramica dell'impianto dai Distinti

Dato il carattere temporaneo della struttura, essa è interamente realizzata in moduli prefabbricati in materiale metallico, rivestiti esternamente con pannelli lignei e plastici.
La capienza massima è di 16 416 posti a sedere, tutti numerati e dotati di seduta, articolati in cinque settori:
- Curva nord: 4404 posti;
- Curva sud: 3981 posti;
- Distinti: 4384 posti, suddivisi in:
  - centrali
  - centrali alti
  - centrali nord-sud
  - laterali nord
- Tribuna: 3272 posti, suddivisi in:
  - rossa
  - blu
  - 80 equamente suddivisi in 10 sky box[1];
- Ospiti (compreso nei Distinti): 415 posti[13]

In assenza di infrastrutture intermedie (quale ad esempio una pista di atletica leggera), tutte le tribune affacciano direttamente sui bordi del terreno di gioco, distando al massimo sette metri da esso. Gli spalti sono inoltre rialzati alla base rispetto al naturale livello del suolo e le barriere di separazione dal prato consistono perlopiù in bassi parapetti: solo dinnanzi al settore ospiti, per motivi di sicurezza, viene implementata una recinzione a tutta altezza.
Inizialmente, dal punto di vista strutturale, la tribuna centrale costituiva un corpo indipendente rispetto alle altre gradinate, che erano invece raccordate tra loro, descrivendo una forma a ferro di cavallo. Ciò fino al 14 settembre 2018, allorché sono stati ultimati e aperti al pubblico due ulteriori "spicchi" di gradinate, che hanno fisicamente raccordato la tribuna alle curve, consentendo un aumento della capienza di ulteriori 183 posti. Lo "spicchio" adiacente alla curva sud è stato inoltre permanentemente riservato ai bambini iscritti al progetto "scuola di tifo" patrocinato dal Cagliari Calcio.
Le panchine per le squadre sono ubicate direttamente nelle gradinate della main stand, all'interno della quale sono inoltre situati i locali tecnici e di servizio (spogliatoi, sala stampa e via dicendo). Lo stadio include inoltre alcuni spazi di servizi al pubblico, coprenti un'area complessiva di 437 m²: un'area dedicata ai bambini e tre sale per eventi, ospitalità e catering.
A servizio del pubblico vi è un maxischermo montato sulla sommità della tribuna scoperta. L'illuminazione notturna del campo è garantita da quattro cluster di riflettori, alloggiati su altrettanti piloni impiantati in corrispondenza degli angoli perimetrali dello stadio.

## Statistiche

### Prima partita ufficiale
| Arbitro: | Doveri (Roma 1) |

|         |           |  |
| Sau 33’ | Marcatori |  |

## Eventi sportivi

### Calcio

#### Incontri della nazionale italiana
La Sardegna Arena è stata sede di un incontro amichevole della nazionale di calcio dell'Italia, disputato il 28 maggio 2021 contro San Marino e terminato con il punteggio di 7-0 in favore degli Azzurri.

#### Incontri della nazionale Under-21 italiana
| Arbitro: | Tschudi |

|                                         |           |              |
| Dimarco 27’ Murgia 90+3’ Parigini 90+4’ | Marcatori | 90+1’ Vrioni |